# Petra Grabowsky
Petra Grabowsky-Borzym (Ciudad de Brandeburgo, RDA, 31 de enero de 1952) es una deportista de la RDA que compitió en piragüismo en la modalidad de aguas tranquilas.
Participó en los Juegos Olímpicos de Múnich 1972, obteniendo una medalla de plata en la prueba de K2 500 m. Ganó seis medallas en el Campeonato Mundial de Piragüismo entre los años 1970 y 1973.

## Palmarés internacional
| Juegos Olímpicos   | Juegos Olímpicos       | Juegos Olímpicos  | Juegos Olímpicos |
| Año                | Lugar                  | Medalla           | Evento           |
| ------------------ | ---------------------- | ----------------- | ---------------- |
| 1972               | Múnich (RFA)           | Medalla de plata  | K2 500 m         |
| Campeonato Mundial |                        |                   |                  |
| Año                | Lugar                  | Medalla           | Evento           |
| 1970               | Copenhague (Dinamarca) | Medalla de bronce | K2 500 m         |
| 1970               | Copenhague (Dinamarca) | Medalla de plata  | K4 500 m         |
| 1971               | Belgrado (Yugoslavia)  | Medalla de plata  | K2 500 m         |
| 1971               | Belgrado (Yugoslavia)  | Medalla de bronce | K4 500 m         |
| 1973               | Tampere (Finlandia)    | Medalla de plata  | K1 500 m         |
| 1973               | Tampere (Finlandia)    | Medalla de oro    | K2 500 m         |